# Jeux des petits États d'Europe 2019
Navigation
Saint-Marin 2017 Malte 2023
Les Jeux des petits États d'Europe 2019, également connus comme les XVIIIe Jeux des petits États d'Europe ont eu lieu au Monténégro du 28 mai au 1er juin 2019.

## Sports
Dix sports sont au programme de ces Jeux.
- Athlétisme (37)
- Basket-ball (2)
- Jeu de boules (4)
- Judo (11)
- Tir (6)
- Natation (40)
- Tennis de table (6)
- Tennis (5)
- Volley-ball (4)
- Beach-volley (2)

## Tableau des médailles
Légende
- Pays hôte

| Rang | Nation        | Or  | Argent | Bronze | Total |
| ---- | ------------- | --- | ------ | ------ | ----- |
| 1    | Luxembourg    | 26  | 27     | 24     | 77    |
| 2    | Chypre        | 21  | 27     | 16     | 64    |
| 3    | Islande       | 19  | 13     | 23     | 55    |
| 4    | Monaco        | 15  | 13     | 20     | 48    |
| 5    | Monténégro    | 15  | 6      | 14     | 35    |
| 6    | Liechtenstein | 9   | 5      | 6      | 20    |
| 7    | Malte         | 6   | 12     | 9      | 27    |
| 8    | Andorre       | 3   | 4      | 11     | 18    |
| 9    | Saint-Marin   | 1   | 4      | 7      | 12    |
|      | Total         | 115 | 111    | 130    | 356   |